# Duvalia elegans
Duvalia elegans är en oleanderväxtart som först beskrevs av Mass., och fick sitt nu gällande namn av Adrian Hardy Haworth. Duvalia elegans ingår i släktet Duvalia och familjen oleanderväxter. Inga underarter finns listade i Catalogue of Life.